# 雅各伯·比菲
雅各伯·比菲（義大利語：Giacomo Biffi；1928年6月13日—2015年7月11日）是天主教意大利籍司鐸級樞機，曾是博洛尼亚總教區總主教。

## 生平
比菲於1928年6月13日在意大利西北部倫巴第大區米蘭省米蘭出生。他於1950年12月23日在米蘭總教區晉鐸。
1976年1月11日晉牧，被時任教宗若望·保祿二世任命為米蘭總教區輔理主教，領菲德奈領銜教區主教銜。1984年4月19日改任博洛尼亚總教區總主教。直到2003年12月16日榮休，並由嘉祿·卡法拉接替該總教區總主教職務。
1985年5月25日，被時任教宗若望·保祿二世擢升為司鐸級樞機。

## 牧徽

雅各伯·比菲樞機牧徽